# Ola Höglund (organist)
Per-Ola Bertil Höglund, född 19 maj 1942 i Visby församling, Gotlands län, död 17 maj 1987 i Visby domkyrkoförsamling, Gotlands län, var en svensk domkyrkoorganist i Visby domkyrkoförsamling.

## Biografi
Ola Höglund föddes 19 maj 1942 i Visby. Han var son till elektrikern Bertil Höglund och Jenny Judit Olivia Hedlund. Höglund var blind sedan födseln. Vid sex års ålder började han studera piano och vid 11 års ålder orgel. Höglund studerade från 1960 till 1966 vid Kungl. Musikhögskolan, Stockholm. Han hade Gotthard Arnér i orgel, Stina Sundell i piano och Henry Lindroth i harmonilära. Efter studierna arbeta Höglund i Vantörs församling. Senast 1976 blev han organist i Enskede församling. Han blev 1979 domkyrkoorganist i Visby domkyrkoförsamling. Höglund avled 17 maj 1987 i Visby. Han är gravsatt på Solna kyrkogård.

## Diskografi
- 1984 – Visby domkyrka. Tillsammans med Ernie Englund på trumpet.[9]
- 1985 – Allt under himmelens fäste. Tillsammans med Arne Domnérus på altsax och klarinett.[10]
- 1989 – Ola Höglund. Organ Improvisation.[11]